# Елкслебен (Округ Земерда)
Елкслебен (њем. Elxleben) општина је у њемачкој савезној држави Тирингија. Једно је од 55 општинских средишта округа Земерда. Према процјени из 2010. у општини је живјело 2.346 становника. Посједује регионалну шифру (AGS) 16068009.

## Географски и демографски подаци
Елкслебен се налази у савезној држави Тирингија у округу Земерда. Општина се налази на надморској висини од 164 метра. Површина општине износи 12,1 km². У самом мјесту је, према процјени из 2010. године, живјело 2.346 становника. Просјечна густина становништва износи 193 становника/km².